# Fayetteville (Illinois)
Fayetteville è un villaggio degli Stati Uniti d'America, situato nello Stato dell'Illinois, nella contea di St. Clair.